# Roman Baron
Roman Baron (* 2. září 1970, Brno) je český historik a polonista.
V letech 1988 až 1993 studoval na Jagellonské univerzitě v Krakově, kde obhájil diplomovou práci Plany polsko-czechosłowackiej konfederacji w latach II wojny światowej (1939-1942). Později mezi roky 1997 až 2001 absolvoval doktorské studium na Opolské univerzitě s disertační prací na téma Działalność Towarzystwa Szkoły Ludowej w Zagłębiu Ostrawsko-Karwińskim (1891–1919).
Je vědeckým pracovníkem v oddělení dějin 19. století Historického ústavu Akademie věd ČR, kde se zaměřuje na česko-polské vztahy v moderních dějinách. Věnuje se též pedagogické činnosti. Působil např. na Ústavu slavistiky Filozofické fakulty Masarykovy univerzity, kde je členem oborové komise pro obor Polská literatura, na Filozofické fakultě Univerzity Karlovy či na Fakultě humanitních studií UK. Je také členem výboru Sdružení historiků České republiky.